# Mrki tinamu
Mrki tinamu (lat. Crypturellus kerriae) je vrsta ptice iz roda Crypturellus iz reda tinamuovki. 
Živi u nizinskim šumama i planinskim šumama u suptropskim i tropskim regijama Kolumbije i Paname.
Dug je oko 25-26.5 centimetara. Mali je, i neprivlačne tamne boje. Gornji dijelovi su tamno-smeđi, s crnkstom kukmom i bijelim grlom. Noge su crvenkaste. Ženka je dosta tamnija od mužjaka.
Hrani se plodovima s tla ili niskih grmova. Također se hrani i malom količinom biljnih dijelova i manjih beskralježnjaka. Mužjak inkubira jaja koja mogu biti od čak četiri različite ženke. Inkubacija obično traje 2-3 tjedna.

## Vanjske poveznice
|  | Zajednički poslužitelj ima još gradiva o temi Crypturellus kerriae |
|  | Wikivrste imaju podatke o taksonu Crypturellus kerriae             |